# WrestleMania 31

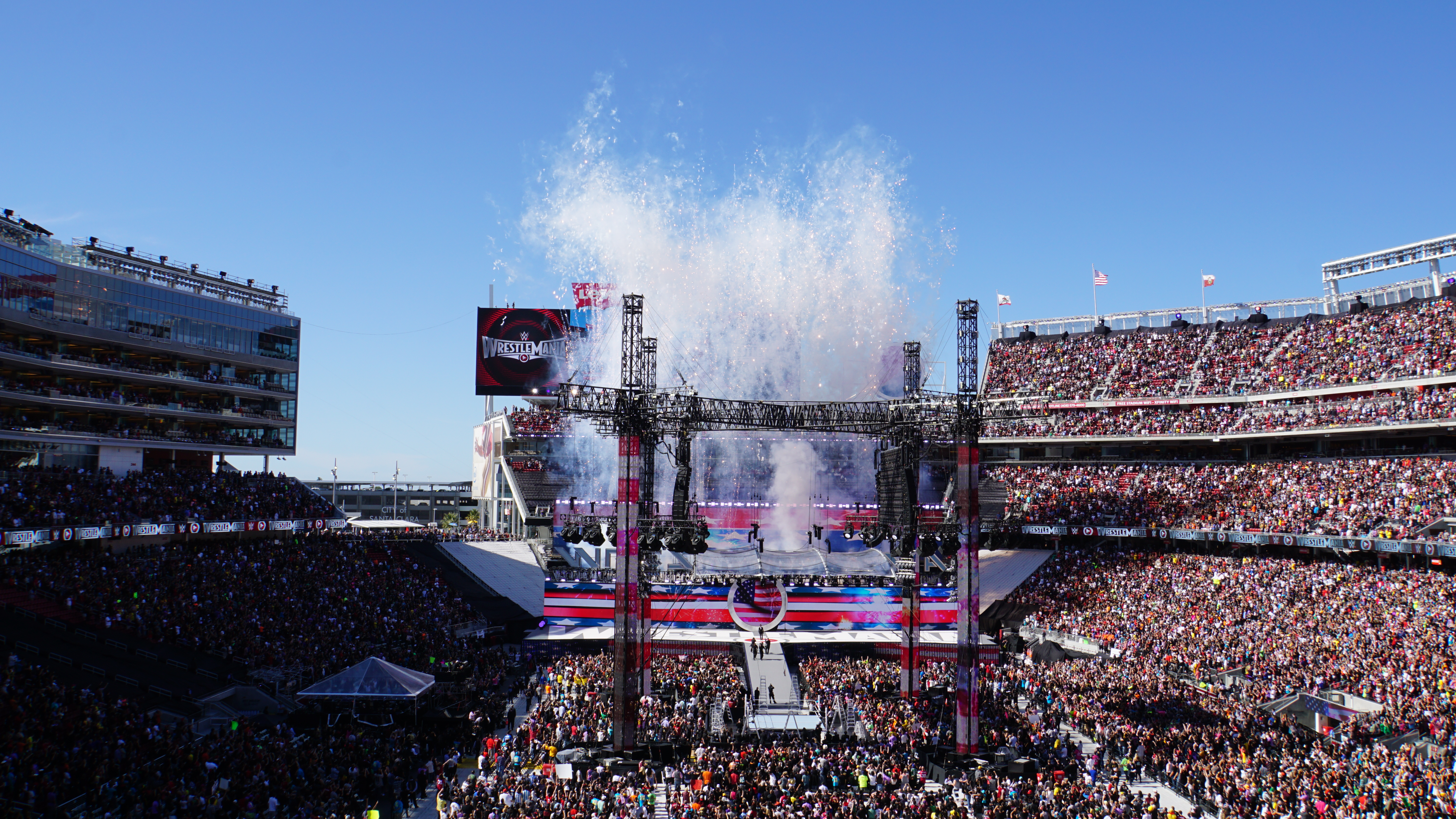
Arena de la WrestleMania 31

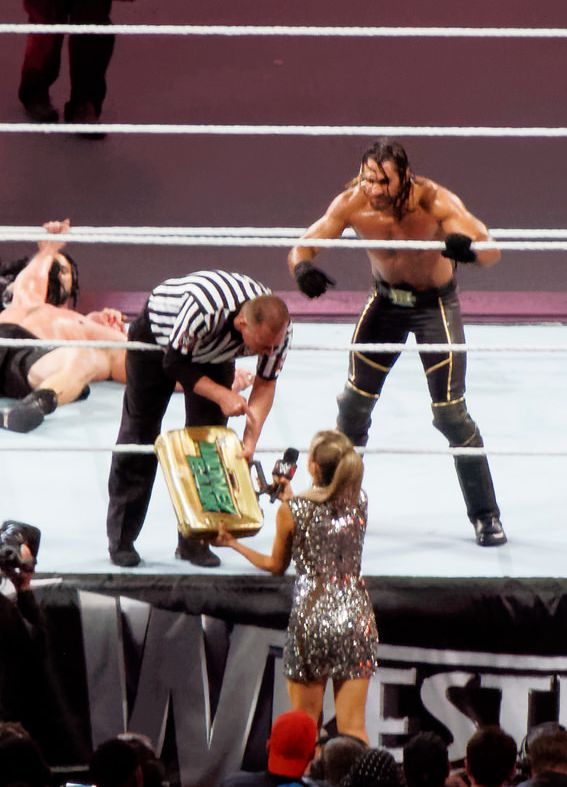
Rollins încasând servieta

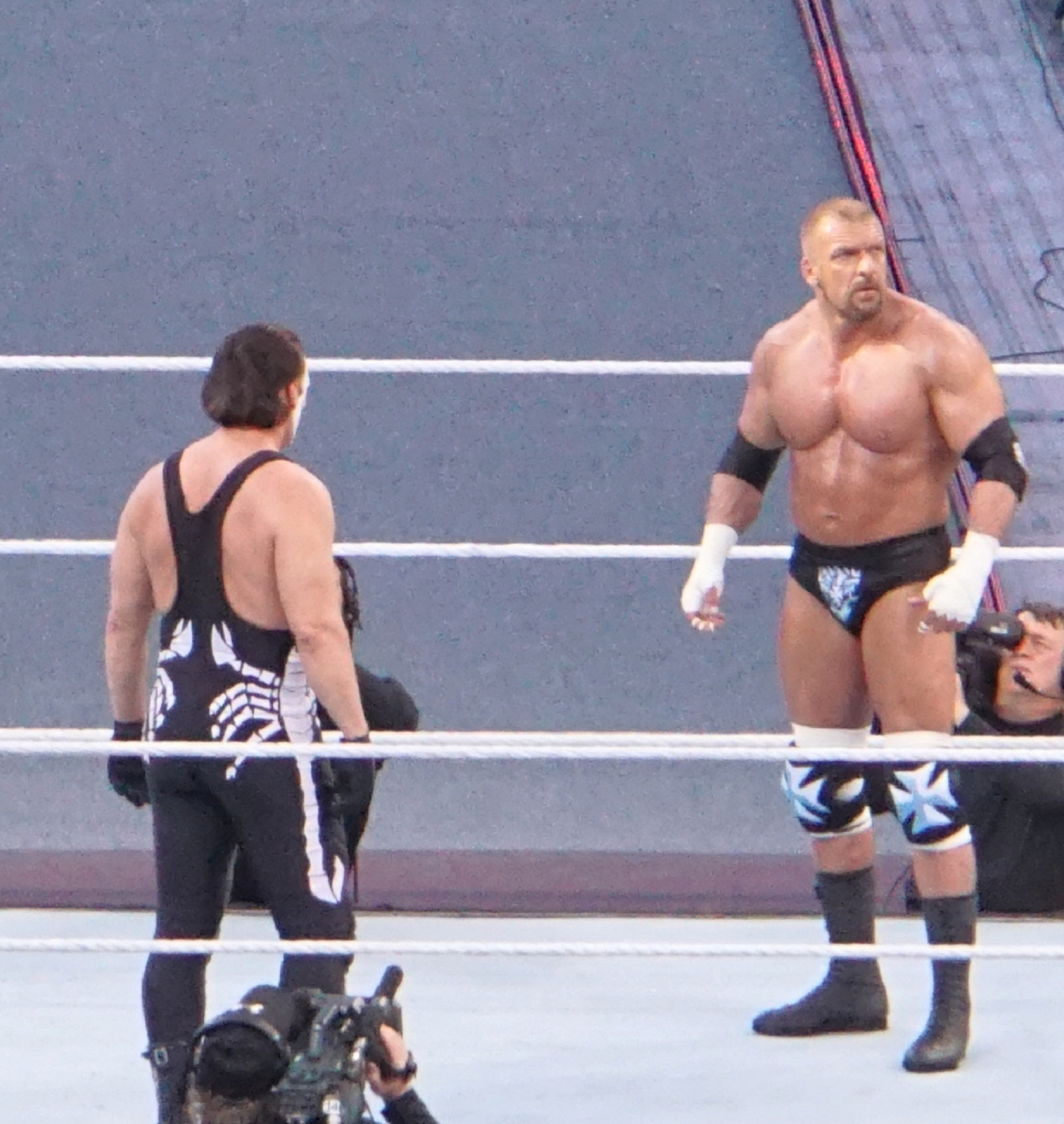
Triple H vs. Sting in WrestleMania 31

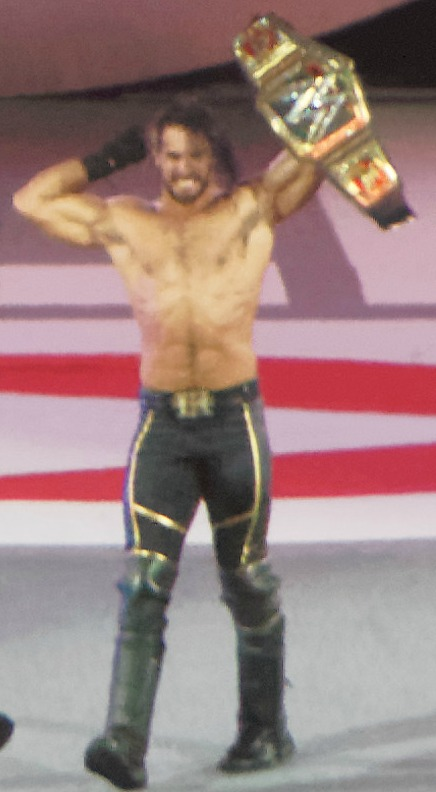
Seth Rollins WWE World Heavyweight Championship WrestleMania 31 2015

WrestleMania 31 a fost al treizecișiuna WrestleMania, un eveniment pay-per-view (PPV) de wrestling profesionist, produs de WWE. A avut loc pe 29 martie de 2015, pe Levi's Stadium din orașul Santa Clara, California. tema oficială a evenimentului a fost "Rise" de David Guetta feat. Skylar Grey și "Money and the Power" de Kid Ink.
Acesta a fost primul eveniment WrestleMania să fi avut loc în zona Golfului San Francisco, cea de-a șasea a avut loc în statul California (după edițiile 2, VII, XII, 2000 , 21), iar al șaselea a avut loc într-o locație în aer liber (după edițiile a IX-a, XXIV, XXVI, XXVIII, și 29).

## Rezultate
- Kick-Off: Tyson Kidd si Cesaro i-au învins pe The New Day, Los Matadores și The Usos păstrându-și titlul WWE Tag Team Championship (10:07)
  - Cesaro l-a numărat pe Big E după un «Samoan Splash» a lui Jey.

- Kick-Off: Big Show a câștigat 30- Battle Royal și trofeul în memoria lui Andre the Giant (18:05)
  - Show l-a eliminat pe Damien Mizdow câștigând meciul.

- Daniel Bryan i-a învins pe Bad News Barrett (c), Dolph Ziggler, R-Truth, Dean Ambrose, Luke Harper și Stardust într-un Ladder Match câștigând titlul WWE Intercontinental Championship (13:47)
  - Bryan a câștigat dupa ce a desfăcut campionatul.

- Randy Orton l-a învins pe Seth Rollins (cu Jamie Noble & Joey Mercury) (13:15)
  - Orton l-a numărat pe Rollins după un «RKO»

- Triple H l-a învins pe Sting într-un No Disqualification Match (18:36)
  - Triple H l-a numarat pe Sting dupa ce l-a lovit cu barosul
  - În timpul meciului DX (Road Dogg, Billy Gunn, X-Pac, Shawn Michaels) au intervenit în favoarea lui Triple H iar nWo (Hulk Hogan, Scott Hall si Kevin Nash) in favoarea lui Sting
  - După meci ambi si-au dat mâna

- AJ Lee si Paige lea-u învins pe The Bella Twins (6:42)
  - Lee a facuto pe Nikki să cedeze cu «Black Widow».

- John Cena l-a învins pe Rusev (cu Lana) câștigând titlul WWE United States Championship (14:31)
  - Cena l-a numărat pe Rusev după un «Attitude Adjustment».

- The Undertaker l-a învins pe Bray Wyatt (15:12)
  - Undertaker l-a numarat pe Wyatt dupa un «Tombstone Piledriver».
  - După meci, recordul lui Undertaker la WrestleMania a suit la 22-1

- Seth Rollins i-a învins pe Brock Lesnar (c) (cu Paul Heyman) și Roman Reigns câștigând Titlul Mondial din WWE
  - Rollins l-a numarat pe Reigns dupa un «Curb Stomp».
  - Meciul era între Lesnar și Reigns pentru titlul dar Rollins a încasat valiza Money in the Bank în timpul meciului